# La principessa e i goblin
La principessa e i goblin o La principessa e il folletto (The Princess and the Goblin) è un romanzo fantasy per bambini di George MacDonald.
Fu pubblicato nel 1872 da Strahan & Co. Fu tradotto in italiano per la prima volta nel 1962.

## Trama
La storia è ambientata in un contado di un regno fantastico dove una principessina di otto anni, Irene, è stata mandata a balia, a causa della fragile salute della madre.
La grande casa, un po' fortezza ed un po' fattoria, che accoglie la piccola Irene si trova proprio a mezza costa di un'alta montagna in una regione mineraria, un tempo abitata da un popolo che, stanco delle sopraffazioni delle prepotenze e delle alte tasse imposte dal potere, si è rifugiato secoli prima sottoterra, avvalendosi dell'intricatissimo sistema di cunicoli, passaggi sotterranei, gallerie, antri e corsi d'acqua coperti che percorrono tutta la montagna.
Nel corso delle generazioni l'aspetto di questo popolo, che taluni chiamavano gnomi, altri coboldi altri folletti ed altri ancora goblin, va incontro ad enormi cambiamenti dovuti alla vita trascorsa lontano dal sole, in luoghi freddi, umidi e bui. Il loro aspetto si imbruttisce e diviene decisamente orrendo ed al tempo stesso ridicolmente grottesco, tanto nel viso come nel corpo.
Quanto i goblin si deformano nel fisico, tanto si sviluppano in sapienza ed ingegno. 
Ma, crescendo in astuzia, crescono anche in malignità ed il loro massimo divertimento diviene il non trascurare occasione per escogitare tutti i possibili modi di dar fastidio a quelli che vivono fuori all'aperto, sopra di loro, con dispetti metodi e sistemi spesso strambi quanto i loro inventori. 
I goblin non sono comunque creature in assoluto maligne, mantengono infatti un minimo di umanità, così da non essere totalmente spietati, per puro amore di crudeltà, con quelli in cui si imbattono.
In una giornata molto umida e piovosa l'annoiata principessina, in perlustrazione del castello, si addentra in un labirinto di stanze scale malconce e corridoi tutti uguali, fino a che giunge in una torre dove incontra una vecchia bellissima signora seduta all'arcolaio, intenta a filare.
La vecchia confessa ad Irene di essere la sua bis-bisnonna, di portare il suo stesso nome e di avere il compito di curarsi di lei.
L'anziana nonna abita segretamente nella torre, nutrendosi di uova di piccione e filando nelle notti i luna gli esilissimi fili di ragno che le procurano i suoi colombi.
Quando la principessa viene ritrovata e racconta del suo incontro alla bambinaia Lootie non viene creduta. Viene invece schernita fino al punto di non essere più sicura di avere incontrato l'antenata.
Successivamente la principessa tenta nuovamente di entrare in contatto con la bis-bisnonna ma nonostante tutti i suoi sforzi non riesce più a trovare la giusta scala per risalire la torre.
Il giorno successivo con il tempo rimessosi al bello Irene e Lootie vanno a passeggio lontano dal castello me vengono sorprese dall'imbrunire e si perdono in una valletta solitaria.
A salvarle dal pericolo rappresentato dai goblin ci pensa Curdie, figlio del minatore Peter, un bel ragazzo dodicenne, con gli occhi neri come i cunicoli delle miniere e scintillanti come i cristalli delle rocce. 
Curdie, che da questo momento diventa l'eroe del romanzo, spiega che i goblin quando sono in superficie non sopportano che si canti ed in particolare non soffrono le canzoni in rima che infatti il ragazzo è solito intonare con grande vigore.
La principessa viene riaccompagnata a casa dal giovane e vorrebbe ricompensarlo con un bacio ma non vi riesce essendo impedita in questo dalla propria bambinaia.
Da quel giorno in poi la vita della piccola Irene e di Curdie si fa sempre più misteriosa ed avventurosa. I malvagi goblin infatti tramano contro il regno, che pensano di sommergere deviando un fiume che scorre sotto la montagna, e di rapire la giovane principessa per farla sposare all'orrido figlio del loro re. Grazie alla sua "magica" bis-nonna che le dona un anello fatato (in grado di condurla sempre nel luogo giusto al momento giusto), Irene riesce tuttavia a non farsi catturare dai goblin intrufolatisi nel suo castello al calar della notte, mentre Curdie, coraggiosamente addentratosi nel loro regno buio sotto la montagna, scopre il loro diabolico piano per sommergere il villaggio. I due protagonisti, apparentemente così diversi per ceto,  età e obbiettivi finiranno per ritrovarsi grazie al dono della saggia nonna di Irene e insieme riusciranno a sconfiggere per sempre i goblin, grazie soprattutto all'aiuto di tutti i minatori del regno che devieranno la diga sotterranea, facendo sì che il fiume inondi le grotte dei malvagi demonietti, annientandoli per sempre.
Curdie e la piccola principessa diventano amici. Curdie che inizialmente non credeva all'esistenza della magica nonna di Irene, rivede la sua opinione e riceve dalla principessa il tanto agognato bacio di ringraziamento, sotto lo sguardo approvatore del re.          
Il seguito di questo libro è La Principessa e Curdie, in cui la Principessa Irene e Curdie hanno un paio d'anni in più e debbono combattere alcuni ministri corrotti che cercano di avvelenare il padre di Irene, il re.
Nel seguito ricompare anche la nonna di Irene che consegna a Curdie uno strano dono ed un mostro chiamato Lina per aiutarlo nella sua ricerca.

## Adattamenti
Nel 1960, il romanzo è stato adattato in forma animata da Jay Ward per la sua serie Fractured Fairy Tales. Questa versione mostra alcuni folletti (i goblin) che sono costretti a vivere nel sottosuolo. Il re folletto si innamora di una principessa, ma un principe la salva recitando poesie perché i goblin le odiano.
Nel 1961 la storia venne trasposta in un episodio della serie televisiva Le grandi fiabe, con Shirley Temple nel ruolo della protagonista.
Un adattamento del libro, sotto forma di lungometraggio, è stato diretto da József Gémes nel 1992. Questa co-produzione fra Ungheria/Galles/Giappone creata dalle società PannóniaFilm di Budapest, NHK del Giappone e S4C e Siriol Produzioni della Gran Bretagna con il doppiaggio di Joss Ackland, Claire Bloom e William Hootkins. Il produttore del film, Robin Lyons, ha scritto anche la sceneggiatura. Tuttavia il film non è stato ben accolto né dal pubblico né dalla critica incassando solo 1,8 milioni di dollari a livello del mercato americano (anche se ai tempi subì la concorrenza del film Disney Il re leone).
In Italia, il film fu distribuito anni dopo dalla Stardust col titolo La principessa e il folletto.
La principessa e i Goblin è anche una poesia di Sylvia Plath (1932-1963).